# Port lotniczy Bassari
Port lotniczy Bassari – port lotniczy zlokalizowany w mieście Bassari w Togo.